# 華威商學院
华威商学院 (Warwick Business School，縮寫WBS) 拥有超过7500名学生，是全英国第一家获得三重认证(Triple Accreditation)的頂尖國際化商学院，也是声名显赫的英国华威大学旗下最大的学术院系，前身是成立于1967年的工商学院(School of Industrial and Business Studies)。由於每年申請競爭激烈及其極低的錄取率，華威商學院更被譽為全英國最難進的商學院之一。
华威商学院现在提供本科，研究生和博士生的学位课程，同时也为个人和公司提供灵活的短期进修和非学历教育。华威商学院享有盛名的MBA项目包括为期一年的全日制MBA，高级工商管理硕士EMBA，以及远程教育MBA。

华威商学院坐落于英国华威郡，考文垂市郊的华威大学校园内，由三座主建筑构成。地处英格兰的正中使华威商学院尽管处于相对乡村的位置却仍能够保持与海内外迅捷而方便的联系。事实上，华威商学院以及华威大学和英国的三大城市— 伦敦，曼彻斯特和伯明翰，均保持在90分钟的交通圈内。

## 排名、认证以及声望
在过去的几十年里，华威商学院的卓越表现使其在所有的排行榜中稳居英国前5名，欧洲前10名，世界前30名。2020年金融時報的英國商學院排名頭五位分別是倫敦商學院，牛津大學賽德商學院，華威商學院，劍橋大學賈吉商學院和倫敦大學貝氏商學院。
仅以下列事实为证：2009经济学人 Which MBA? 全日制MBA世界排名第22，2008金融时报全日制MBA世界排名第29，Economist Intelligence Unit评选的远程MBA教育世界排名第3，2007年金融时报Executive MBA世界排名第23，其中毕业生薪水统计排名第6，此项指标高过The Said Business School (牛津大学)、Yale School of Management(耶鲁大学)、Fuqua Business School (杜克大学) 和 ESADE。

华威商学院的MBA同样是英国高技术移民计划 Highly Skilled Migrant Programme指定豁免普通计算程序，可以直接申请英国工作签证的全球50所高校MBA项目之一，这50所高校包括世界最精英的大学，例如，芝加哥大学，宾夕法尼亚大学的Wharton Business School，法国HEC与哈佛大学的Kennedy School of Government。

华威商学院是英国第一家取得三重商学院认证(Triple Accreditation)的商学院(截至2009年全英国获三重认证的大学商学院仅九家)，这三家商学院认证机构分别是：
- EQUIS (EFMD, 欧洲)
- AMBA (英国)
- AACSB (美国)

华威商学院也自豪地跻身于Higher Education Funding Council授予的超五星级(5*)研究水平的英国三家商学院之一，另两家获此殊荣的商学院分别是伦敦商学院和兰卡斯特大学管理学院。华威商学院也是总部设在美国的Graduate Management Admissions Test (GMAT)的出题机构--研究生入学管理委员会(GMAC)--的委员之一 。

华威商学院也被评为拥有屈指可数的最杰出的本科教育水平的商学院之一，学院与久负盛名的沃顿商学院，宾夕法尼亚大学建立了紧密的联系。近年来，华威商学院在英国出版的排名中都保持在英国前5名，在欧洲前10名。本科排名方面，2011年版完全大学指南(Complete University guide)和泰晤士优秀大学指南（Times Good University Guide）同时将华威商学院会计与财务学科列于英国第一。 2011年卫报大学指南(The Guardian University Guide)将其商业与管理类本科教育水平排在全英第一。

正因为如此，想在本科入学考试中进入华威商学院是极其艰难的，平均录取比例为8：1。UCAS的入学难度调查显示，华威商学院的平均入学难度为第二名（462 --相当于在A-level考试中取得超过AAAB）。华威商学院的毕业生就业前景光明，以卫报Guardian为例，华威商学院的毕业生属于最受雇主欢迎在英国之列，轻松击败同胞对手牛津大学和剑桥大学。据金融时报(FT)文章报道，华威大学商学院是世界各大投资银行在英国列出的五至六家招聘员工目标学校(Target Schools)之一，这几所还包括牛津大学，剑桥大学，伦敦政经学院，帝国学院和伦敦大学学院。
英国商学院排名： 　　
2012年 《卫报》 全英Business studies排名第2名 　　
2012年 《泰晤士报》 全英Business studies排名第3名 　　
商学院具体专业排名： 　　
2011年 《金融时报》 全球MSc Finance专业排名第5名 　　
2012年 《泰晤士报》 全英Accounting and Finance专业排名第1名 　　
2012年 《卫报》 全英Accounting and Finance专业排名第1名 　　
2011年 《泰晤士报》 全英Accounting and Finance专业排名第1名 　　
2011年 《卫报》 全英Accounting and Finance专业排名第1名 　　
2009年 《泰晤士报》 全英Accounting and Finance专业排名第1名

## 学院创业史
华威商学院的前身，工商学院（School of Industrial and Business Studies）成立于1967年，当时由Brian Houlden担任主席，一开始时仅有5位学术人员和24名学生，分布在3个学位课程中（管理与商业研究硕士, 管理科学与运筹学硕士以及博士项目）。实业关系研究组(Industrial Relations Research Unit)，是华威商学院发展史上的重要里程碑之一，它成立于1970年，当时的英国经济被认为受到劳资纠纷的极大拖累而处于不景气状态，具有远见卓识的负责人Hugh Clegg将重点放在了实现对工作场所劳资关系的更好了解和与工会合作的课题上并取得了极大成功，藉此学院赢得了良好的研究声誉，特别是与实业领域建立了密切的关系。 

1981年，管理学硕士更名为华威MBA。从此学院的规模不断扩大，专业研究水平也不断提高，在1984年学院正式更名为“华威商学院”。1987年学院成立20周年之际已拥有100多名工作人员， 815学生和11个学位课程。1997年，增设了远程学习MBA课程，工作人员的数量也历史性地超过260人，学生数量达到3160人，学位课程扩展到17个。

近年来华威商学院继续保持迅猛发展。在2000年，一个新的EMBA教学中心揭幕，这仅仅是华威商学院新构建的四个阶段发展蓝图的第一步。进一步的建设在2001年和2006年分别得以实施，整个过程极大地增加了学院的教学设施容量。与此同时，华威商学院展开了雄心勃勃的师资招聘，在过去的两年里任命了15名新的全职教授。截至2006年，华威商学院共有25个学位课程，319名工作人员和来自全球100多个国家的7539名学生。

### 历任院长及任期
- Brian Houlden (1967-1973)
- Roger Fawthrop (1973-1976)
- Derek Waterworth (1976-1978)
- Robert Dyson (1978-1981)
- Thom Watson (1981-1983)
- George Bain (1983-1989)
- Robin Wensley (1989-1994)
- Robert Galliers (1994-1998)
- Robert Dyson (1998-2000)
- Howard Thomas (2000-2009)
- Mark Taylor (2009-2016)
- Andy Lockett  (2016-Present)

## 学位课程设置
华威商学院目前拥有25个学位课程。

### 本科学位
- BSc Accounting & Finance
- BSc Management
- BSc International Management
- BSc International Business
- BA German & Business Studies
- BA Law & Business Studies
- BSc Joint degrees with sciences

### 研究生学位
- MSc Accounting & Finance
- MSc Marketing
- MSc Business and Finance
- MSc Business Analytics & Consulting
- MSc Finance & Economics
- MSc Finance
- MSc Finance with Behavioural Science
- MSc Financial Management
- MSc Financial Mathematics
- MSc Information Systems & Management
- MSc International Business
- MSc Management
- MSc Management Science & Operational Research
- MSc Marketing & Strategy
- MA Industrial Relations & Personnel Management
- MA European Industrial Relations
- MA Organisation Studies (MA in Management & Organizational Analysis from 2009)
- The Warwick MBA (Master of Business Administration)
- The Warwick MPA (Master of Public Administration)
- Doctoral programme (PhD)
- PhD in Finance

## 教职员工及管理模式
截至2006年，华威商学院拥有113名教学人员， 60名研究人员，15位访问学者。其中超过三分之一来自英国以外的地区或拥有国外工作的经历。所有的成员都隶属或共事于某个教学科目组，研究中心或单位。各教学科目组有一个组召集人或负责人，并被赋予组内管理权。每个研究中心都由主任牵头，同样，他们也被授权下放管理。研究中心在必要时设有第三方代表，以确保研究战略具有对现实问题的切实指导意义。还有两个机构其中充当一系列特定主题研究活动的独立评审监督机构：
- Institute of Governance & Public Management
- Warwick Finance Research Institute

### 项目课题组
- Accounting (ACC)
- Enterprise (ET)
- Finance (FIN)
- Industrial Relations & Organisational Behaviour (IROB)
- Marketing & Strategic Management (MSM)
- Operations Management (OM)
- Operational Research & Information Systems (ORIS)
- Public Management & Policy (PMP)

### 研究中心
- Centre for Management Under Regulation (CMUR)
- Centre for Small & Medium-Sized Enterprises (CSME)
- Financial Econometrics Research Centre (FERC)
- Financial Options Research Centre (FORC)
- Governance & Public Management Research Centre (GPMRC)
- Industrial Relations Research Unit (IRRU)
- Innovation, Knowledge & Organisational Networks Research Unit (IKON)
- Local Government Centre (LGC)